# ふたりが眺めた窓の向こう
『ふたりが眺めた窓の向こう』（ふたりがながめたまどのむこう）は、財津和夫の通算11枚目のアルバム。2009年10月28日発売。

## 概要
キャッチフレーズは、「これは財津のもうひとつの『青春の影』だ」。
チューリップの活動に大きな区切りをつけ、ソロ活動へと比重を置いた中で制作されたアルバムである。
「手作り感のあるアルバム」をテーマに制作し、仕上がりも生音っぽさを重視したものになっている。
また、久々に財津自身以外のミュージシャンが手掛けた楽曲を収録しており、その様子を含めた制作過程がNHKの音楽番組「SONGS」で放送された。
なお、このアルバムを最後にオリジナル・アルバムの制作は途絶えている（新曲自体は制作されている）。

## 収録曲
全曲作詞・作曲：財津和夫（特記以外）
1. 愛の力
  - テレビ東京系「田舎に泊まろう」エンディングテーマ
2. 幸せは始まっていたのに
  - 伊豆田洋之がコーラスに参加。
3. こもれび
  - 伊豆田洋之がコーラスに参加。
4. 風のみえる部屋
  - Kiroroの金城綾乃がコーラスに参加。
  - 映画『ONCE ダブリンの街角で』内で用いられる『Falling Slowly』に強く影響された楽曲。
5. クイズ
  - テレビ朝日系「ちい散歩」エンディングテーマ
6. 今 君を抱くから
7. 窓の中のふたり
8. 不器用な男
  - 伊豆田洋之がコーラスに参加。
9. 手紙にかえて
  - 作詞・作曲：小田和正
  - 楽曲依頼のきっかけは、ライブで訪れた京都で宿泊したホテルに、偶然同じ日に小田が宿泊していたことだった。  予定が合わず対面は出来なかったが、代わりに手紙のやりとりをしたことが、曲名にも投影されている。
  - 依頼の際には、映画『ONCE ダブリンの街角で』内で用いられる『Falling Slowly』のイメージでと伝えられていた。
  - 小田は「クリスマスの約束2017」でセルフカバーしている。 演奏前に小田は「財津君は時々、思い出したように手紙をくれた。その手紙はいつも嬉しくなるようなもの。この曲はその手紙に返事をするようなつもりで書いた」とコメントしている。2017年の6月、財津は大腸癌により一時療養に入っていたが、この番組にナレーションで参加。演奏後には「音楽の返信、確かに受け取りました。いつまでも大切にします。ありがとうございます」とコメントした。
10. 愛していたい
  - 作曲・コーラスアレンジ：ASKA
  - ASKAがハーモニカとコーラスに参加。ASKAがコーラスアレンジに悩む様子がNHKの「SONGS」内でも放映された。
11. バイバイロマンス
  - 作詞：富田京子
  - 伊豆田洋之がコーラスに参加。
12. 昨日からのメッセージ
  - 作詞：平原綾香・財津和夫
13. 世界一好き（bonus track）
  - ミサワホームCMソング

## 演奏者
- Drums：田中徹（M-2 & M-10）
- Bass：山中和義（M-2 & M-10）
- Acoustic Guitar：柳沢二三男（M-2 & M-10）
- Piano：清水俊也（M-2 & M-10）・上甲ひとみ（M-13）
- Synthesizer：清水俊也（M-2）・上甲ひとみ（M-5 & M-13）
- Chorus：伊豆田浩之（M-2, M-3, M-8 & M-11）・金城綾乃（M-4）・ASKA（M-10）・麻布7（M-12）
- Tambourine：田中徹（M-2）
- Flute：山内和義（M-2）
- Harmonica：ASKA（M-10）